# Hebbaka, Tumkur
Hebbaka là một làng thuộc tehsil Tumkur, huyện Tumkur, bang Karnataka, Ấn Độ.